# Belinda Tato

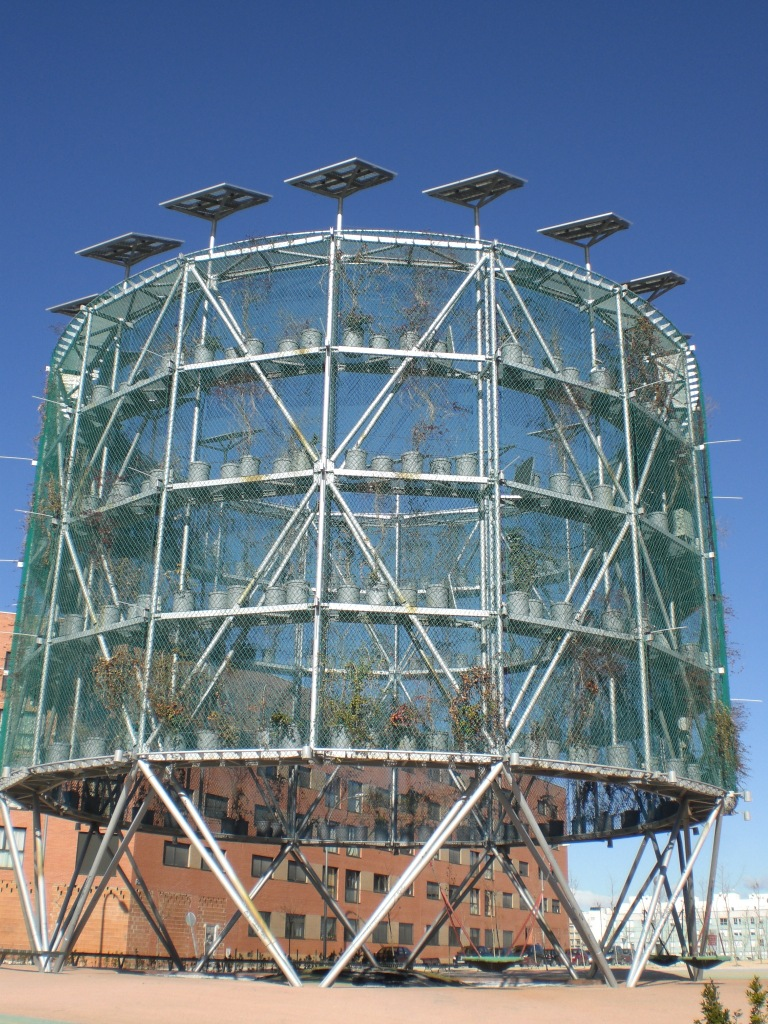
Ecosistema Urbano, Ecoboulevard de Vallecas

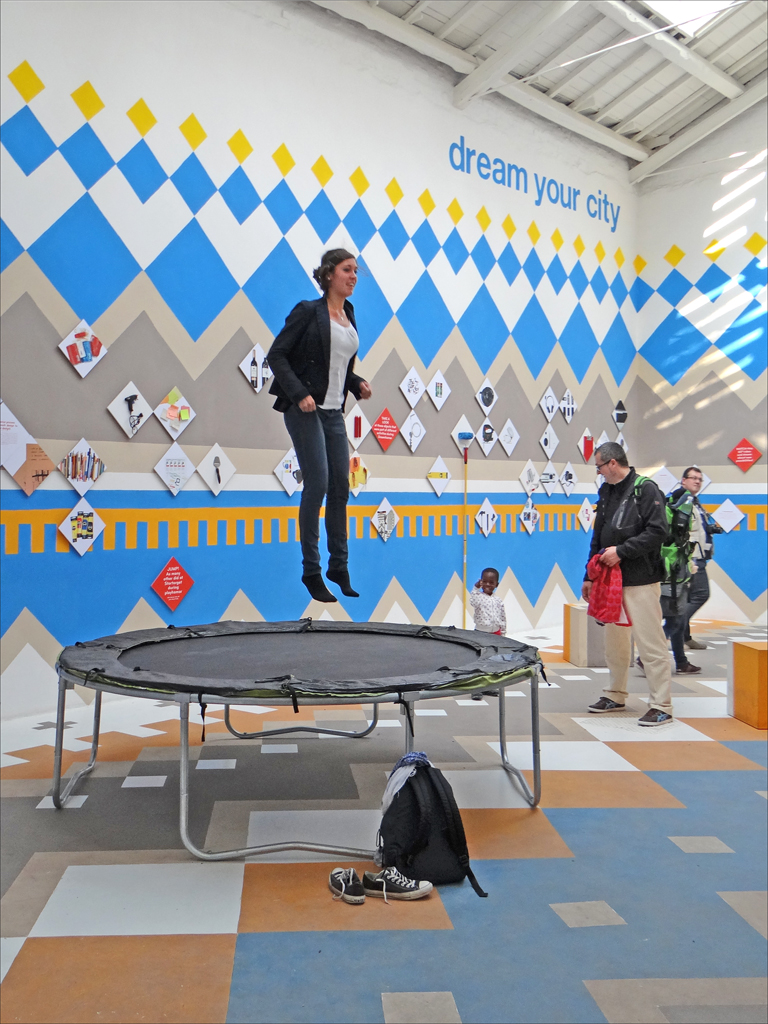
Ecosistema Urbano, diseño del Pabellón Español en la Bienal de Arquitectura de Venecia 2012

Belinda Tato Serrano (Madrid, 3 de diciembre de 1971) es una arquitecta española, fundadora en 2000, junto a José Luis Vallejo, del estudio de arquitectura Ecosistema Urbano, al que se incorporaron más tarde los arquitectos Diego García-Setién y Constantino Hurtado.

## Trayectoria
Belinda Tato estudió arquitectura en la Escuela Técnica Superior de Arquitectura de Madrid (ETSAM) de la Universidad Politécnica de Madrid. Más tarde estudió en la escuela de urbanismo y arquitectura "The Bartlett School" de la University College de Londres.
Belinda Tato considera que la arquitectura debe estar al servicio de las necesidades de la gente, y que no se puede seguir permitiendo que el diseño de las ciudades olvide la calidad de vida de sus ciudadanos.

### Proyectos destacables
Su estudio, Ecosistema Urbano, es responsable, del Eco-boulevar del Ensanche de Vallecas, proyecto en el que se integran los árboles de aire, que son capaces de emular un microclima. El proyecto fue obtenido por concurso y se realizó entre 2004 y 2005 con fondos del Programa LIFE de la Unión Europea y de la Empresa Municipal de la Vivienda y Suelo del Ayuntamiento de Madrid.
Otros proyectos en Madrid son el Museo de la Meteorología en el Parque del Retiro (que integrará lucernario-periscopio-caleidoscopio en la cubierta de un edificio histórico de 1848), la propuesta para crear una playa en la plaza de Santa María de Soledad Torres Acosta, a unos metros de la Gran Vía y la Plaza Ecopolis de Rivas-Vaciamadrid.
En el extranjero, han proyectado una Escuela Experimental en Reggio Emilia, Italia. Además obtuvieron el primer premio en un concurso organizado por el Van Halen Institute para proponer ideas para la costa de Florida.
Su estudio ha sido uno de los protagonistas de la exposición FreshMadrid, comisariada por Ariadna Cantis que fue presentada en distintas ciudades como Barcelona, Montevideo, Bruselas y Bogotá; o en el ciclo Nuevas arquitecturas para nuevos horizontes, comisariado por Llàtzer Moix, donde Tato es la cara visible del equipo.

## Reconocimientos
Desde 2000, Ecosistema Urbano recibió más de 30 premios nacionales e internacionales entre los que se destacan:
- 2007: Seleccionados para el Premio de Arquitectura Contemporánea de la Unión Europea – Premio Mies van der Rohe como arquitectos emergentes.[14]
- 2007: Premio de la revista Architectural Review a los arquitectura emergente.[15]
- 2008: European Holcim Awards (segundo premio)[16]
- 2017: Premio de Diseño de la Fundación Curry Stone.[17]
- 2017: Premio de Arquitectura Española Internacional categoría de "Urbanismo", por el plan Cuenca Red en Ecuador.[18]

En 2016 participó impartiendo talleres en el Seminario Activación de Barrios dentro del Programa de Revitalización de Barrios e Infraestructura Patrimonial Emblemática, programa del BID, en Santiago de Chile en 2016, impartió conferencias en la X International Urban Conference “City 2016. City Management” en Katowice, Polonia, y en el World Design Summit (Montreal 2017).
Belinda Tato fue convocada como jurado de la IX Bienal Española de Arquitectura y Urbanismo en 2011, organizada por el Ministerio de Fomento. y en 2017 formó parte del equipo curatorial de la XX Bienal de Arquitectura y Urbanismo de Chile.